# Yogatattva Upanishad
Yogatattva Upaniṣad (« La vraie nature du Yoga ») fait partie du groupe des Yoga Upaniṣad et du canon Muktikā qui l'associe au Krishna Yajur Veda. Cette Upaniṣad mineure est classée quarante et unième dans ce canon. 

## Descriptif
Cette upaniṣad, composée entre 700 et 1300, expose ce que sont les huit membres (aṅga) que l'on trouve dans les Yoga sūtra de Patañjali et respecte leur déroulement chronologique. La croyance en le deuxième dieu de la trimūrti appelé Viṣṇu est affirmée plaçant ainsi cette upaniṣad dans la voie de la dévotion (bhakti mārga) de la Bhagavadgītā et plus particulièrement du bhakti yoga. De plus, les références à la Kuṇḍalinī, aux cakra et aux nāḍī mettent en relation la Yogatattva Upaniṣad avec le yoga tantrique.